# Phygoxerotes nodulosus
Phygoxerotes nodulosus är en mångfotingart som beskrevs av Karl Wilhelm Verhoeff 1939. Phygoxerotes nodulosus ingår i släktet Phygoxerotes och familjen Vaalogonopodidae. Inga underarter finns listade i Catalogue of Life.